# Suidakra
SuidAkrA — немецкая метал-группа, образованная в 1994 году. Выступила на более чем 200 концертах (включая крупнейший в мире фестиваль метала Wacken Open Air) во время туров по Европе, России и Северной Америке. Группа также стала известной благодаря интересным эпическим концептуальным альбомам и сложному комбинированию различных жанров метала и рок-музыки с народными музыкальными инструментами, как волынка, банджо и вистлы.

## История

### 1994—1997: Формирование
В 1994 году гитарист Аркадиус Антоник и барабанщик Штефан Мёллер основали группу «Gloryfication». Под таким названием музыканты записали первое демо «XIII» в стиле треш-метал. Но музыканты стремились к иному жанру. Вскоре в группу пришли Даниела Войгт и Марсель Шонен. Последний заразил всех участников группы любовью к кельтской культуре и музыке. В 1995 году вышло первое демо «Dawn». С тех пор группа стала называться «Suidakra». Само название не несёт глубокого смысла — это имя «Аркадиус», прочитанное наоборот.

### 1997—1998: Lupine Essence и Auld Lang Syne
В июне 1997 года группа выпустила свой первый альбом «Lupine Essence», исполненный с готическим оттенком в жанре блэк-метал с некоторыми элементами народной музыки. Альбом привлёк внимание немецкой звукозаписывающей компании Last Episode. Заключив с лейблом контракт, группа приступила к записи второго альбома «Auld Lang Syne», который вышел в свет 6 апреля 1998 года.
Музыка на этом альбоме обогатилась яркими этническими вставками. Композиции стали эпическими, более мелодичными и не такими мрачными, как раньше. Лирика построена на ирландской мифологии, о чём говорят такие названия, как «Tuatha Dé Danann», «The fall of Tara» и др.
Само название альбома можно перевести как «Старое доброе время».

### 1999—2000: Lays from Afar и The Arcanum
Вскоре после выпуска альбома «Auld Lang Syne» из группы ушел басист Кристоф Захаровски, которого заменил Нильс Бросс. Альбомы «Lays from Afar» и «The Arcanum» были выпущены в 1999 году и 2000 году соответственно. С этого времени стиль группы поменялся на фолк-рок и мелодичный дэт-метал, напоминающий многие коллективы Гётеборгского региона. Эти два альбома представляют собой обработанные кельтские мифы, сплетенные с личной фантазией. Альбом «The Arcanum» имеет влияние средневековых мотивов. Некоторые считают этот альбом лучшей работой группы. Дальнейшие изменения состава последовали с 2000 года, так как Даниела Войгт и Штефан Мёллер покинули группу, а Марсель Шонен ушёл со своего места в группе, чтобы сосредоточиться на написании текстов для песен.

### 2001—2002: Emprise to Avalon
В 2001 году SuidAkrA подписала контракт Century Media Records. Барабанщик Lars Wehner и гитарист Germano Sanna присоединились к Antonik и Bross для записи следующего за The Arcanum альбома, названным Emprise to Avalon, который вышел в свет в 2002 году. Этот состав не продержался долго, поскольку Bross покинул группу как только запись была завершена. Marcus Riewaldt пришёл в группу, чтобы занять место бас-гитариста. Год спустя Marcel Schoenen вернулся в коллектив, заменив Germano Sanna.
Новый состав означал изменение в творческой ответственности. Все участники принимали участие в написании материала для шестого студийного альбома группы — Signs for the Fallen. Когда утвердился состав для записи следующего альбома, у группы возникли разногласия с их лейблом и в конечном счёте, контракт был разорван. Они продолжили финансировать следующий альбом на свои средства, а позднее подписали новый контракт с Armageddon Music. Command to Charge был выпущен в 2005 году.
Их восьмой студийный альбом, названный Caledonia, был выпущен 17 ноября 2006 года. Альбом выдержан в шотландском стиле и включает частое использование высокогорной волынки, внесённой Axel Römer, который также появлялся на нескольких наиболее крупных живых выступлениях.
С 5 по 12 августа 2007 года некоторые старые треки были перезаписаны для сборника, названного 13 Years of Celtic Wartunes. Другие треки были переделаны. Сборник был выпущен 25 апреля 2008 года вместе с концертным DVD, содержащим выступление на Wacken 2007, а также акустическое выступление на Kielowatt Festival в 2006. Даты релизов в других регионах: 28 апреля 2008 в Европе и 10 июня 2008 в США.
Вскоре после выступления на Ultima Ratio 3 в ноябре 2007 года группа объявила, что Marcel Schoenen покинул коллектив во второй раз. Таким образом на сессионную работу был нанят гитарист Tim Siebrecht, бывший участник распавшейся группы Sleeping Gods.
SuidAkrA вернулись в студию в ноябре 2008 для записи их девятого студийного альбома Crógacht. Альбом рассказывает Кельтскую легенду, а его название, взятое из гэльского языка, переводится как «храбрость». Релиз альбома состоялся 20 февраля 2009 года в Германии, 23 февраля в остальной Европе и 3 марта в США. В поддержку этого альбома Suidakra совершили тур по Европе и США в 2009 году.
В мае 2009 года Suidakra объявили о туре в Китай, а также проинформировали фанатов, что гитарист и бэк-вокалист Sebastian Hintz стал полноправным членом группы.

## Состав

### Текущие участники
- Arkadius Antonik — гитара, вокал (1994-present)
- Ken Jentzen — барабаны (2019-present)
- Tim Siebrecht  — бас-гитара (2012-2016, 2019-present)
- Sebastian Hintz — гитара, вокал (2009-2010, 2018-present)

### Бывшие участники
- Stefan Möller — барабаны
- Daniela Voigt — клавишные, вокал
- Christoph Zacharowski — бас-гитара
- Nils Bross — бас-гитара
- Germano Sanna — гитара
- Marcel Schoenen — гитара, вокал (1996-2000, 2005-2007)
- Marcus Riewaldt — бас-гитара (2002-2012)
- Jan Jansohn — бас-гитара (2016-2018)
- Lars Wehner — барабаны (2001-2018)
- Marius "Jussi" Pesch — гитара (2012-2018)

## Дискография

### Альбомы
- Lupine Essence (1997, Eigenproduktion)
- Auld Lang Syne (1998, Last Episode|Last Episode Productions)
- Lays from Afar (1999, Last Episode Productions)
- The Arcanum (2000, Last Episode Productions)
- Emprise to Avalon (2002, Century Media|Century Media Records)
- Signs for the Fallen (2003, Century Media Records)
- Command to Charge (2005, Armageddon Music)
- Caledonia (2006, Armageddon Music)
- Crógacht (2009, Wacken Records/SPV)
- Book of Dowth (2011, AFM Records)
- Eternal Defiance (2013, AFM Records)
- Realms of Odoric (2016, AFM Records)
- Cimbric Yarns (2018, AFM Records)

### Демозаписи
- Dawn (1995)

### Сборники
- 13 Years of Celtic Wartunes (2008, DVD — Wacken Records/SPV)
- Echoes of Yore (2019, MDD Records)